# Synagoge (Nijmegen)

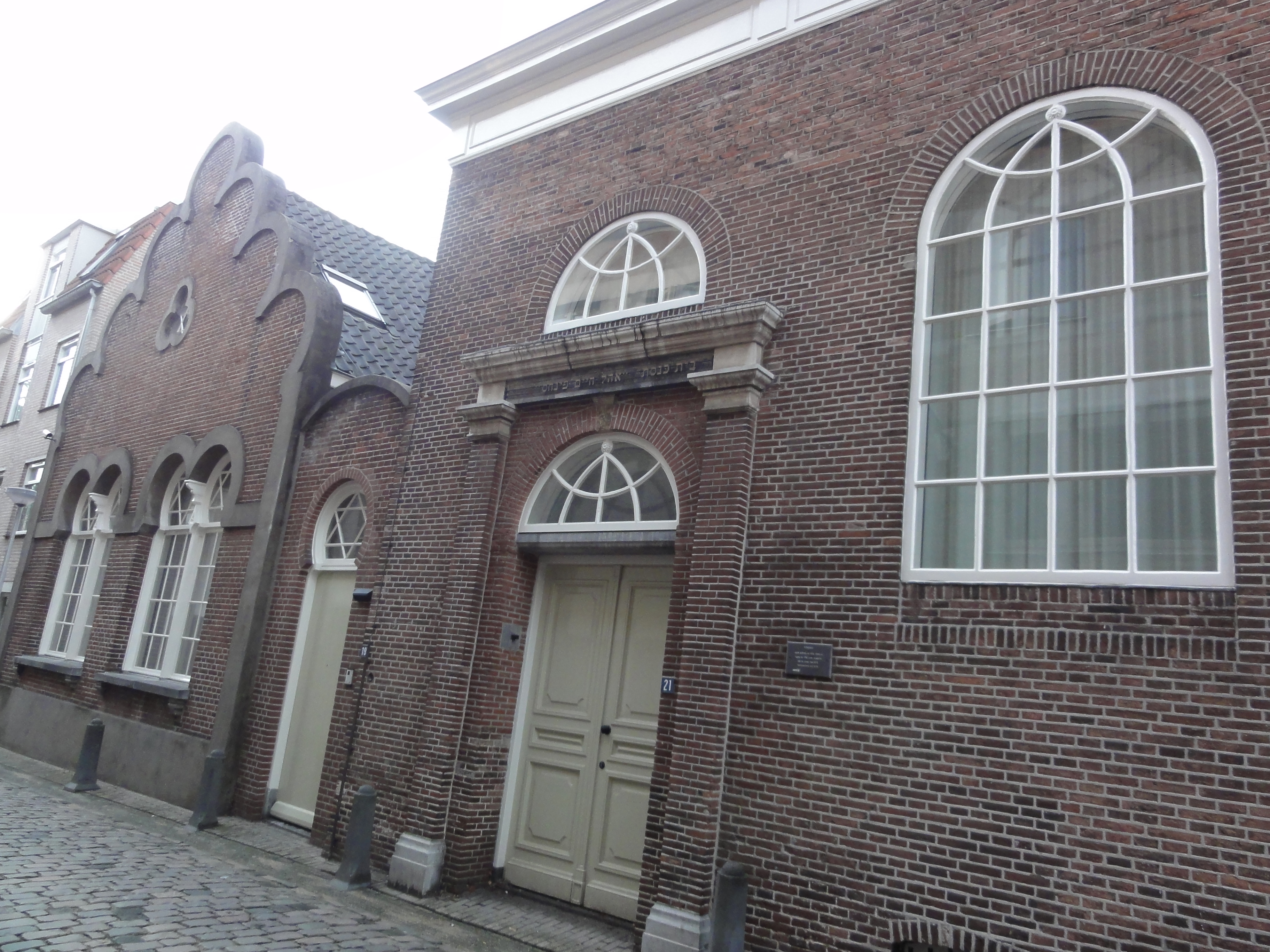
Synagoge aan de Nonnenstraat in Nijmegen

De Synagoge in Nijmegen is een uit 1756 stammende synagoge aan de Nonnenstraat in de Benedenstad.

## Geschiedenis

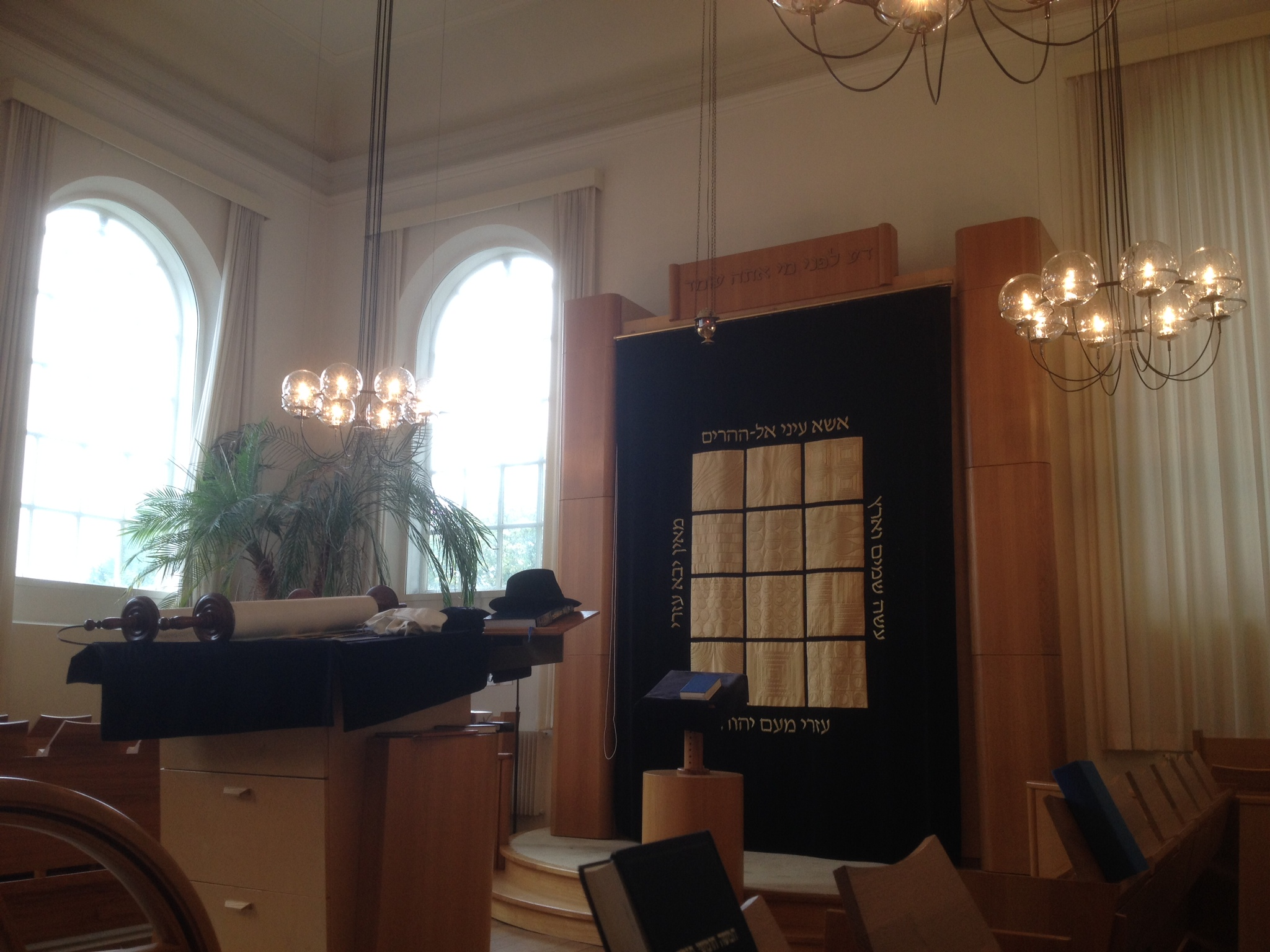
De synagoge aan de Nonnenstraat te Nijmegen, anno 2014.

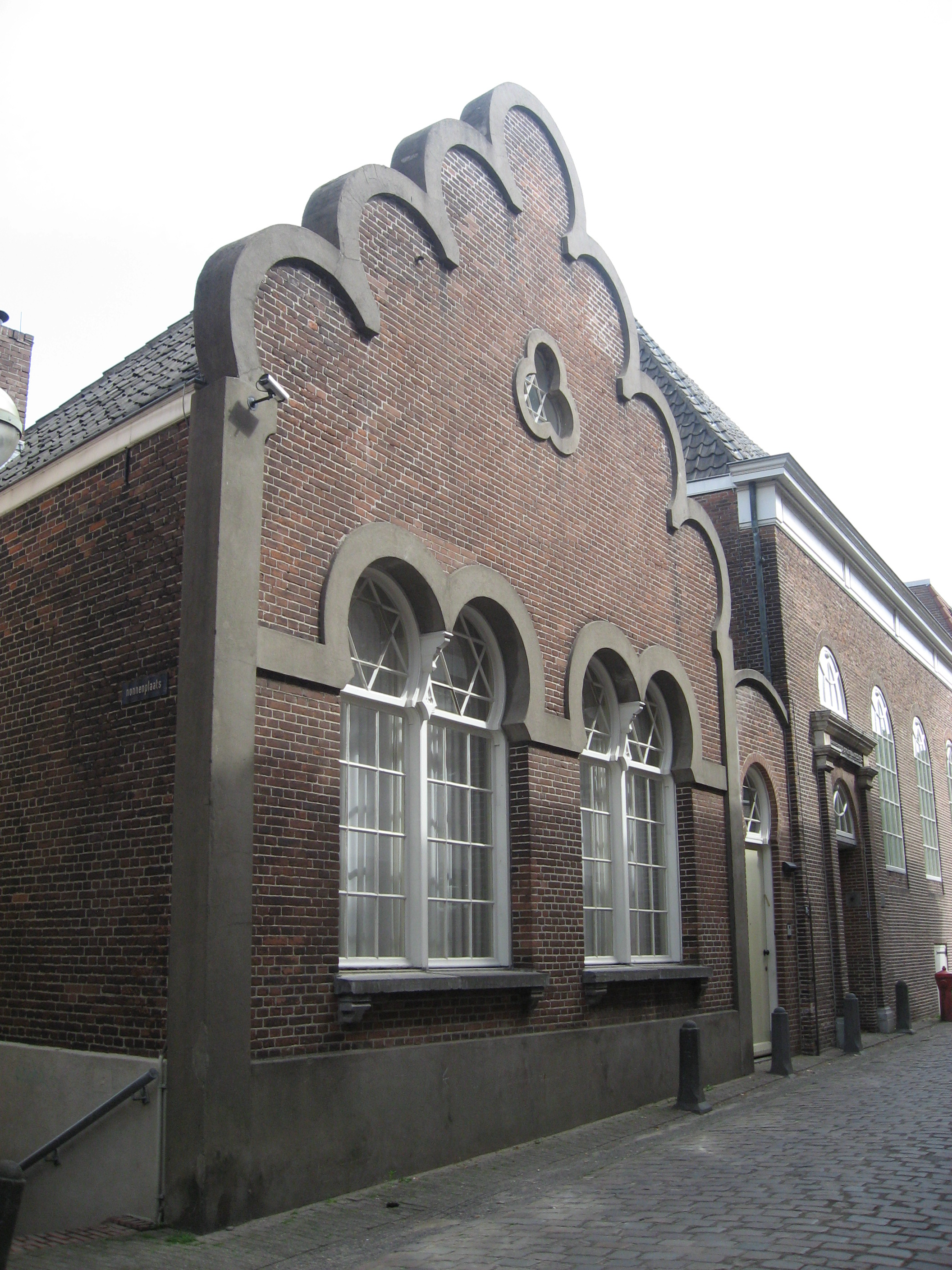
Schooltje bij de Synagoge aan de Nonnenstraat

Aan het begin van de veertiende eeuw was Nijmegen de belangrijkste Joodse vestiging inwat nu Nederland is. De Joodse gemeenschap van die tijd verdween echter niet lang hierna, omdat zij zwaar werd vervolgd vanwege de pestepidemie van 1349, waarvan zij de schuld kregen. Hierna vestigden zich wederom Joden in de stad en een eerste synagoge wordt aan het begin van de vijftiende eeuw vermeld als schola judeorum in de huidige benedenstad aan de Jodengas. De Joodse gemeenschap in Nijmegen verdween opnieuw aan het einde van die eeuw. In de zeventiende eeuw is er weer een Joodse gemeenschap in de stad en er was een huissynagoge aan de Vleeshouwerstraat, die in 1697 na klachten gesloten werd door de gemeente. Hierna werd een voormalige herberg aan de Grotestraat als gebedsruimte gebruikt.
Op 5 september 1756 werd de synagoge aan de Nonnenstraat in gebruik genomen. De Joodse gemeenschap vestigde hierna in aangrenzende panden een Joodse school en mikwe. In 1804 werd Nijmegen het opperrabbinaat van Gelderland. In 1881 ging het opperrabbinaat naar Arnhem. In 1872 werd naast de synagoge een school gebouwd in quasi-oosterse stijl naar ontwerp van gemeentearchitect Pieter van der Kemp. De synagoge werd begin twintigste eeuw te klein en werd verkocht.

## Synagoge aan de Gerard Noodtstraat

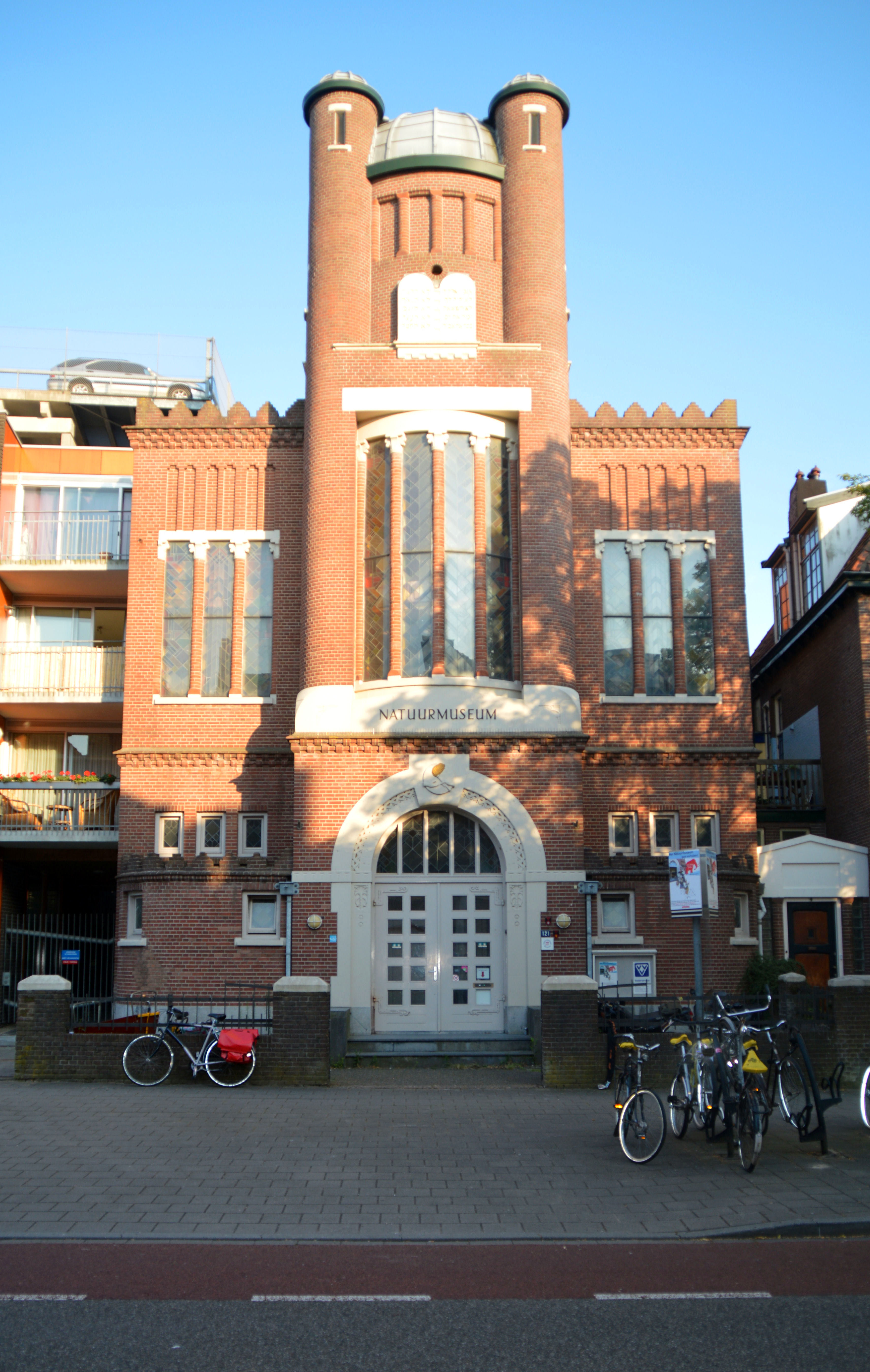
Nieuwe Synagoge Nijmegen

Op 11 april 1913 werd de Nieuwe Synagoge aan de Gerard Noodtstraat, door Oscar Leeuw ontworpen, in gebruik genomen. Er waren 150 zitplaatsen voor mannen en een galerij met 100 zitplaatsen voor vrouwen, marmeren trappen naar de heilige arke (aron hakodesj) en een biema. De ingangstoren lijkt op een grote thorarol en in de gevel is veel symboliek verwerkt. 
In de Tweede Wereldoorlog werd het gebouw door de Duitse bezetter als opslagruimte gebruikt en de wandschilderingen werden vernietigd. Het pand raakte zwaar beschadigd bij het bombardement op de Nijmeegse binnenstad van 22 februari 1944. 
Na de oorlog was de Joodse gemeenschap gedecimeerd en het gebouw was nu te groot. Het naastgelegen schooltje werd als synagoge in gebruik genomen en de oorspronkelijke synagoge werd aan de gemeente Nijmegen verkocht.

## Terug aan de Nonnenstraat
De Joodse gemeenschap was aan het einde van de twintigste eeuw weer gegroeid en kocht, via de Stichting Synagoge Nijmegen, in 1999 voor het symbolische bedrag van één gulden de oude synagoge aan de Nonnenstraat van de gemeente Nijmegen. Het pand was in de jaren 70 ook weer hersteld van de oorlogsschade. 
Het gebouw was onder meer gebruikt als dependance van Nijmeegs Museum Commanderie van Sint-Jan. Het pand werd gerestaureerd en op 26 november 2000 wederom als synagoge gewijd.